# Ребека (филм)
„Ребека“ (на английски: Rebecca) е американски игрален филм – психологически драматичен трилър, излязъл по екраните през 1940 година, режисиран от Алфред Хичкок, с участието на Лорънс Оливие, Джоан Фонтейн и Джудит Андерсън. Сценарият е адаптация по романа на британската писателка Дафни дю Морие.
Това е първият холивудски филм на Хичкок, след като сключва договор с известния продуцент Дейвид Селзник. Още с първото си американско произведение, Хичкок печели приза за най-добър филм на тринадесетата церемония по връчване на наградите „Оскар“, където „Ребека“ е номиниран за отличието в 11 категории.
Десетилетие след излизането си „Ребека“ е филмът с който се открива първият Берлински международен кинофестивал, състоял се през 1951 година. 

## Сюжет
Внимание:  Текстът по-долу разкрива сюжета на произведението (или части от него)!
Една години след смъртта на съпругата си Ребека, богатият вдовец Максим де Уинтър (Лорънс Оливие), собственик на имението Мандърли, пристига в Монте Карло. Той пътува, за да преодолее мъката от загубата на жена си, чиято трагична смърт продължава да го измъчва. Там той се среща с мисис Ван Хопър и нейната млада компаньонка. Постепенно Максим се увлича по младата жена, двамата се влюбват и се женят. Младата дама става „втората г-жа Де Уинтър“ (Джоан Фонтейн). След завръщането на младоженците в имението Мандърли, става ясно, че чрез спомените за Ребека влиянието и върху персонала и къщата въобще не е отслабнало въпреки смъртта и. Всичко в корнуолското имение напомня за предишната му стопанка, а и икономката, мисис Денвърс, е неестествено предана на починалата Ребека. Но това е само началото на бедите, които сполитат новата г-жа де Уинтър...

## В ролите
| Актьор          | Роля                          |
| --------------- | ----------------------------- |
| Лорънс Оливие   | Максим де Уинтър              |
| Джоан Фонтейн   | втората съпруга на г-н Уинтър |
| Джудит Андерсън | госпожа Денвърс               |
| Джордж Сандърс  | Джак Фавел                    |
| Найджъл Брус    | майор Джайлс Лейси            |
| Реджиналд Дени  | Франк Краули                  |
| С. Обри Смит    | полковник Джулиън             |
| Гладис Купър    | Беатрис Лейси                 |
| Флорънс Бейтс   | г-жа Едит Ван Хопър           |
| Мелвил Купър    | следовател                    |
| Лио Г. Карол    | д-р Бейкър                    |
| Леонард Кери    | Бен                           |
| Лъмсден Хеър    | Табс                          |

## Камео на Алфред Хичкок
Алфред Хичкок се появява в камео роля – минава покрай телефонна кабина.

## Награди и номинации
- През 2018 година, филмът е избран като културно наследство за опазване в Националния филмов регистър към Библиотеката на Конгреса на САЩ.

На тринадесетата церемония за връчване на наградите „Оскар“, която се провежда на 27 февруари 1941 г.в балната зала „Билтмор Боул“ на хотел Билтмор, Лос Анджелис, Калифорния., на която се връчват наградите на Филмовата академия за най-добри постижения във филмовото изкуство през 1940 г., филмът получава общо 11 номинации за наградите Оскар, като печели 2 награди Оскар – за най-добър филм и за най-добро операторско майсторство за черно-бял филм.
| Награди                                                   | Награди                                       | Награди                                   | Награди                        |
| Награда                                                   | Категория                                     | Име                                       | Резултат                       |
| --------------------------------------------------------- | --------------------------------------------- | ----------------------------------------- | ------------------------------ |
| „Оскар“-1940                                              | Най-добър филм                                | Ребека                                    | награда „Оскар“                |
| „Оскар“-1940                                              | Най-добра операторска работа (черно-бял филм) | Джордж Барнс                              | награда „Оскар“                |
| „Оскар“-1940                                              | Най-добър актьор                              | Лорънс Оливие                             | номинация                      |
| „Оскар“-1940                                              | Най-добра актриса                             | Джоан Фонтейн                             | номинация                      |
| „Оскар“-1940                                              | Най-добра поддържаща женска роля              | Джудит Андерсън                           | номинация                      |
| „Оскар“-1940                                              | Най-добър режисьор                            | Алфред Хичкок                             | номинация                      |
| „Оскар“-1940                                              | Най-добър сценарий                            | Робърт Шерууд и Джоан Харисън             | номинация                      |
| „Оскар“-1940                                              | Най-добър художник (черно-бял филм)           | Лайл Уилър                                | номинация                      |
| „Оскар“-1940                                              | Най-добър монтаж                              | Хал Керн                                  | номинация                      |
| „Оскар“-1940                                              | Най-добри ефекти и специални ефекти           | Джак Косгроув (фото) и Артър Джонс (звук) | номинация                      |
| „Оскар“-1940                                              | Най-добра филмова музика                      | Франц Ваксман                             | номинация                      |
| Награди на Националния съвет на кинокритиката на САЩ-1940 | Най-добрите десет филма                       | Ребека                                    | награда: включване в десетката |
| Награди на Съюза на Нюйоркските филмови критици – 1940    | Най-добра актриса                             | Джоан Фонтейн                             | 3-то място                     |